# Guntzviller
Guntzviller (Duits: Gunzweiler in Lothringen) is een gemeente in het Franse departement Moselle (regio Grand Est) en telt 340 inwoners (2005). De plaats maakt deel uit van het arrondissement Sarrebourg-Château-Salins.

## Geografie
De oppervlakte van Guntzviller bedraagt 5,3 km², de bevolkingsdichtheid is 64,2 inwoners per km².
De onderstaande kaart toont de ligging van Guntzviller met de belangrijkste infrastructuur en aangrenzende gemeenten.

## Demografie
Onderstaande figuur toont het verloop van het inwonertal (bron: INSEE-tellingen).